# 사이공 센터
사이공 센터(영어: Saigon Centre)는 베트남 호찌민 시에 위치하고 있다.

## 같이 보기
- 베트남의 마천루 목록